# 米格-19战斗机
米格-19战斗机（俄语：Микоян и Гуревич МиГ-19）是苏联米高扬-古列维奇飞机设计局于20世纪50年代研制的一种双发喷气式超音速战斗机。是苏联第二代喷气式战斗机，20世纪60－70年代苏联国土防空部队的主要装备，也是苏联第一种量产的超音速战斗机。北约代号农夫（Farmer）。中华人民共和国仿製的米格－19稱為殲-6。

## 性能特点
米格-19的机身蒙皮材质为铝质，尾喷口附近使用少量钢材。米格-19翼展19米，采用后掠翼设计，机翼前缘后掠角58°，在离翼尖约1/4处变为55°，两翼上各有一具翼刀，高32厘米。该机机身可拆分为由进气道和其后的管道组成的前部与机身后部，两部分通过4个可快速拆卸的螺栓相连接。该设计使系统的维护与检修更为容易。
米格-19采用机头进气设计，部分机型在进气口上方有装有雷达的锥形整流罩，或在进气口内有整流锥。不同标准的米格-19使用不同的发动机，为莫斯科图曼斯基设计局（今俄罗斯航空发动机科技联合体）的RD系列。
早期的米格-19并未装备空戰專用雷达，只有像F-86用的簡易雷達測距儀(功能類似雷達槍只可以單角度測量距離和速度)，一些截击型米格-19装备有PR系列雷达。
米格-19的固定武器是一门机首机炮与两门机翼机炮，口径从23毫米至30毫米不等（随型号不同略有变化）。米格-19有四个各可挂一枚导弹或两枚火箭弹的翼下挂架，可挂载R-3（北约称AA-2“环礁”）空對空导弹，也可挂载S-5系列火箭弹。
米格-19具有极为出色的机动性，特别是在爬升率方面。米格-19爬升至10,000米高度只需66秒，爬升至15,000米高度也仅用3分30秒，而同时期的F-100“超级軍刀”战斗机爬升至10,500米高度需要将近4分钟。米格-19也有较出色的高空高速性能，其最大升限为17,500米，可在10,000米高度以1,451公里/小时的速度飞行。

### 设计瑕疵
早期米格-19的油箱直接安装在两部发动机下方，在飞行中发动机温度不断升高导致油箱爆炸。后来生产的米格-19在油箱和发动机间增加了隔热金属板。由于米格-19是一种超音速飞机，所以与米格-15和米格-17相比，对飞行员的要求更高，这也导致了米格-19装备初期的一些飞行事故。而当米格-19机身后部的两块减速板打开时，会形成一个低压区，使得气流发生紊动而使飞机产生震颤，导致飞行事故。
米格-19的双发动机给保养带来了一定困难，同时不利于战机快速启动。标准的启动程序是先点燃一部发动机再点燃另一部发动机，但发动机的启动顺序必须由风向决定，否则后一部发动机会因进气量不足而无法启动。后在一些前线机场，地勤人员选择在打开燃油泵后向加力燃烧室中丢入一根燃烧棒的方式启动战机。在亚热带地区这一启动方法并不管用，在歼-6的使用中带来了一定问题。

### 性能数据（米格-19S）
基本信息
- 机组：一人

性能
- 推重比：0.86

武器

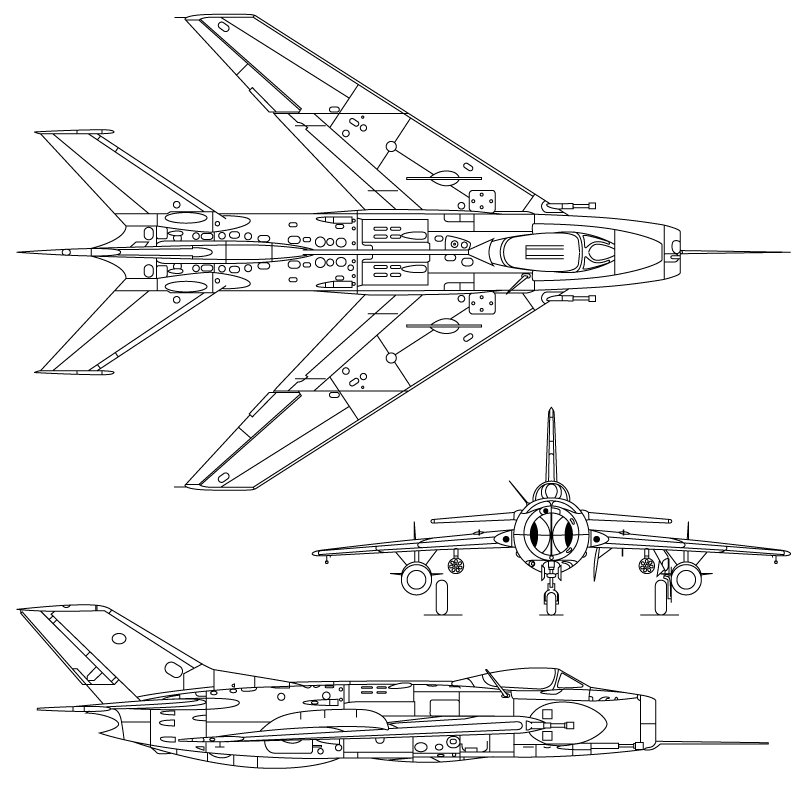
米格-19三视图

- 3门NR-3030mm机炮，机翼机炮每门载弹75发，机首机炮载弹55发
- 四个翼下挂点可携带2,500千克（550磅）总外挂，包括：
  - R-3导弹（北约称AA-2“环礁”）
  - 炸弹
  - S-5M空对空火箭
  - S-5K对地攻击火箭

## 主要型号

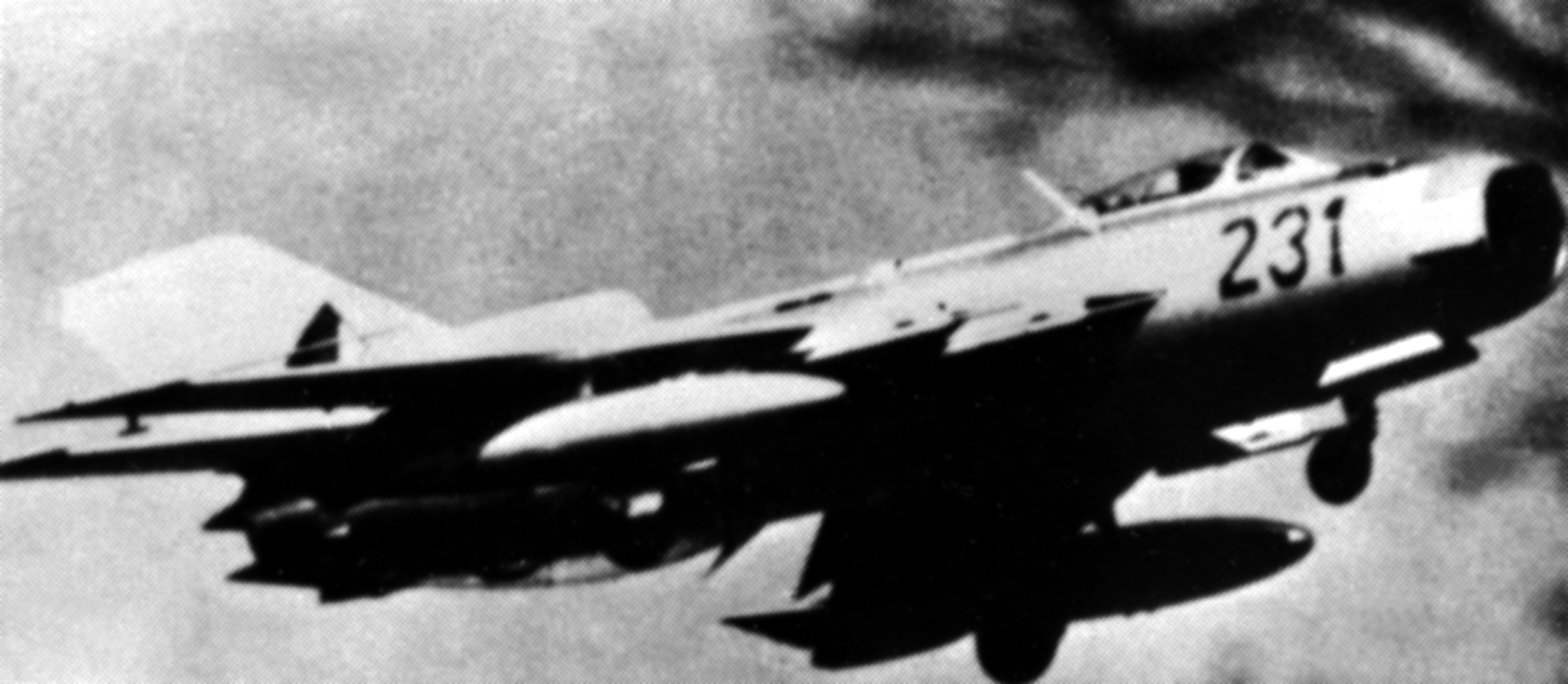
携带可抛弃式副油箱的米格-19PM

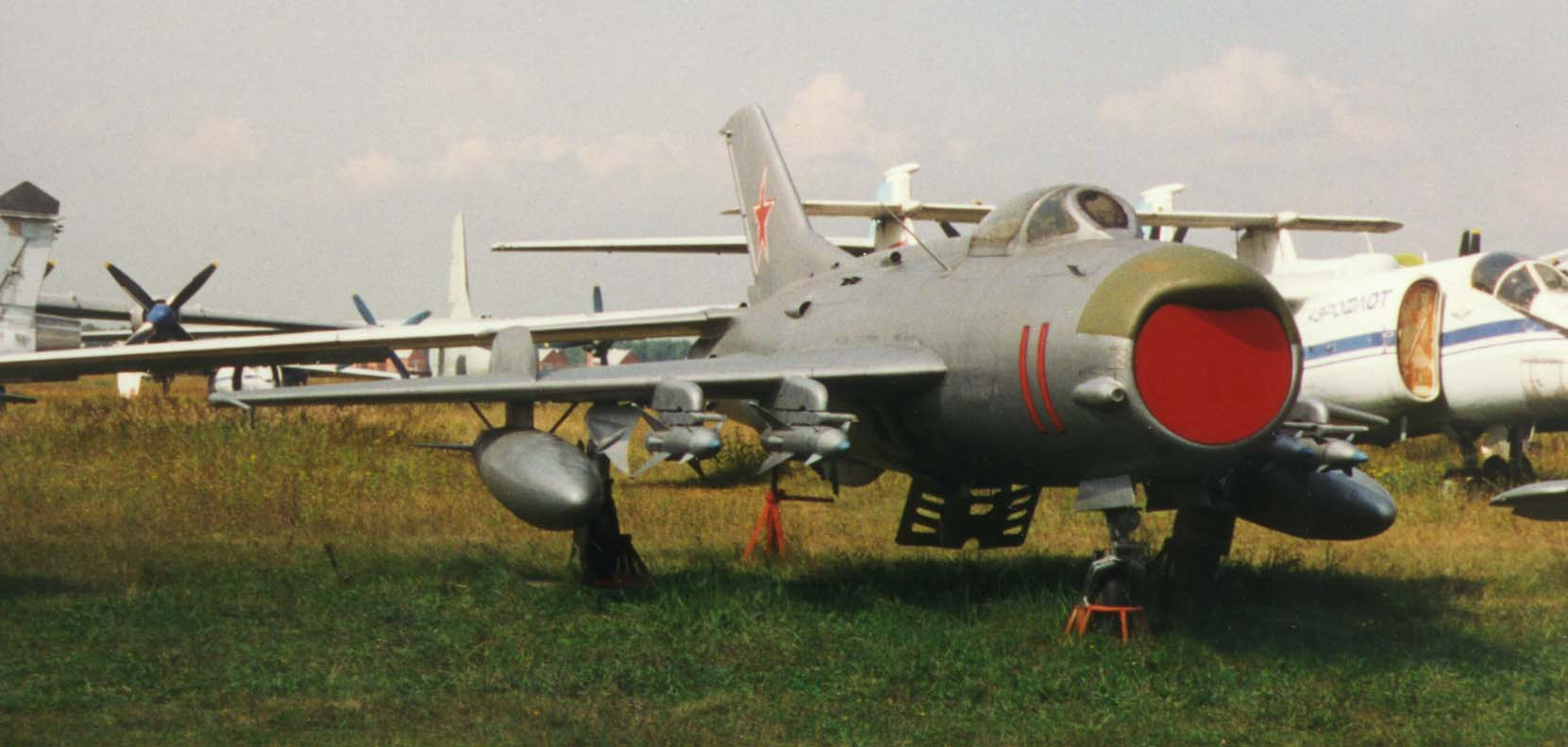
米格-19PM

- 米格-19：最初生产型米格-19，内部编号“型号25”，北约称“农夫-A”。装备两门N-23机炮与一门N-37D机炮，还可挂载8枚S-5M空对空火箭或S-5K对地攻击火箭。垂尾指示灯上装备有Syrena2雷达警告天线和SRD-1“Konus”测距仪。
- 米格-19P：1955年开始装备部队，北约称“农夫-B”，在机鼻处装备一具RP-1“绿宝石”雷达，具有发射R-3（北约称AA-2“环礁”）导弹的能力。
- 米格-19PG：米格-19P改进型，装备有“地平线-1”地面控制数据链。
- 米格-19S：米格-19P改进型，1956年开始装备部队，北约称“农夫-C”，是产量最多的一种米格-19。加装一具“Svod”远程导航接收机。使用全动水平尾翼，加装了减震器，以防止在亚音速下的震颤。
- 米格-19R：侦查型米格-19S，机鼻处的机炮更换为照相机，采用升级后的RD-9BF-1发动机提供动力。
- 米格-19F：使用RD-9BF-1发动机提供动力的米格-19S。
- 米格-19SV：高空截击型米格-19，1956年开始装备部队，用于击落北约的侦察气球，1956年12月6日创下20,740米（68,045英尺）的高度纪录。
- 米格-19SVK：米格-19SV使用新式机翼的改型，升限较米格-19SV略有提升，未大规模生产。
- 米格-19SU(SM-50)：用于拦截U-2的高空截击型米格-19，装备有液体燃料助推火箭，但因高空操作性能不佳，容易进入尾旋状态，最终项目被取消。
- 米格-19PF：装备了雷达的单座全天候截击机，少量制造。
- 米格-19PM：1956年开始装备部队，拆除了机炮，装备4枚K-5M导弹（北约称AA-1“碱”）。
- 米格-19PML：米格-19PM改进型，装备有“Lazur”地面控制数据链。
- 米格-19PU：装备有液体燃料助推火箭，与米格-19SU相似。
- 米格-19PT：单座型米格-19，装备4枚R-3导弹（北约称AA-2“环礁”）
- 米格-19M：由米格-19与米格-19S改装的靶机。

### 试验机
- SM-6：2架米格-19P改造的K-6导弹与“Almaz-3”雷达的测试平台。
- SM-12：米格-21原型机，共生产4架。
- SM-20：Kh-20巡航导弹（北约称AS-3“袋鼠”）的测试平台。
- SM-30：装备有PRD-22助推火箭的零距离起飞（ZEL）试验机。
- SM-K：K-10巡航导弹（北约称AS-2“鲑鱼”）的测试平台。

### 其他国家生产的米格-19
- S-105：捷克斯洛伐克通过许可证生产的米格-19。
- 歼-6：中国以米格-19为蓝本建造的米格-19。参见歼-6。
- 强-5：歼-6的对地攻击改型。参见強-5。

## 装备情况

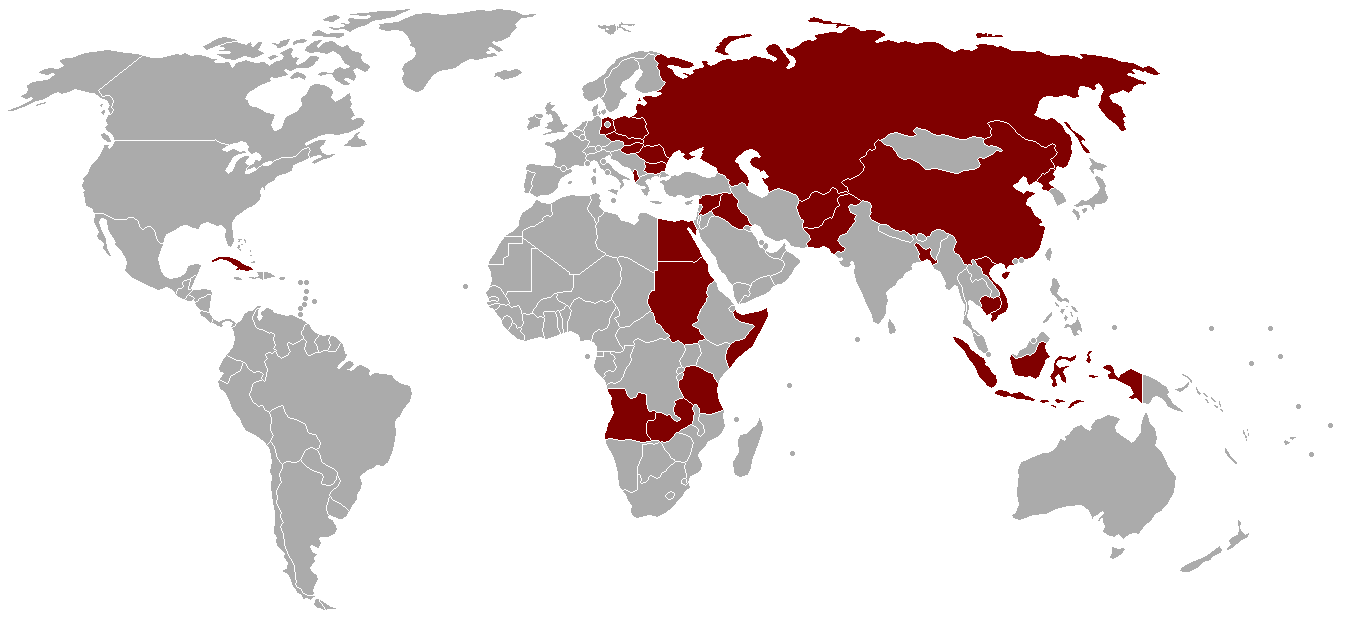
米格-19使用国

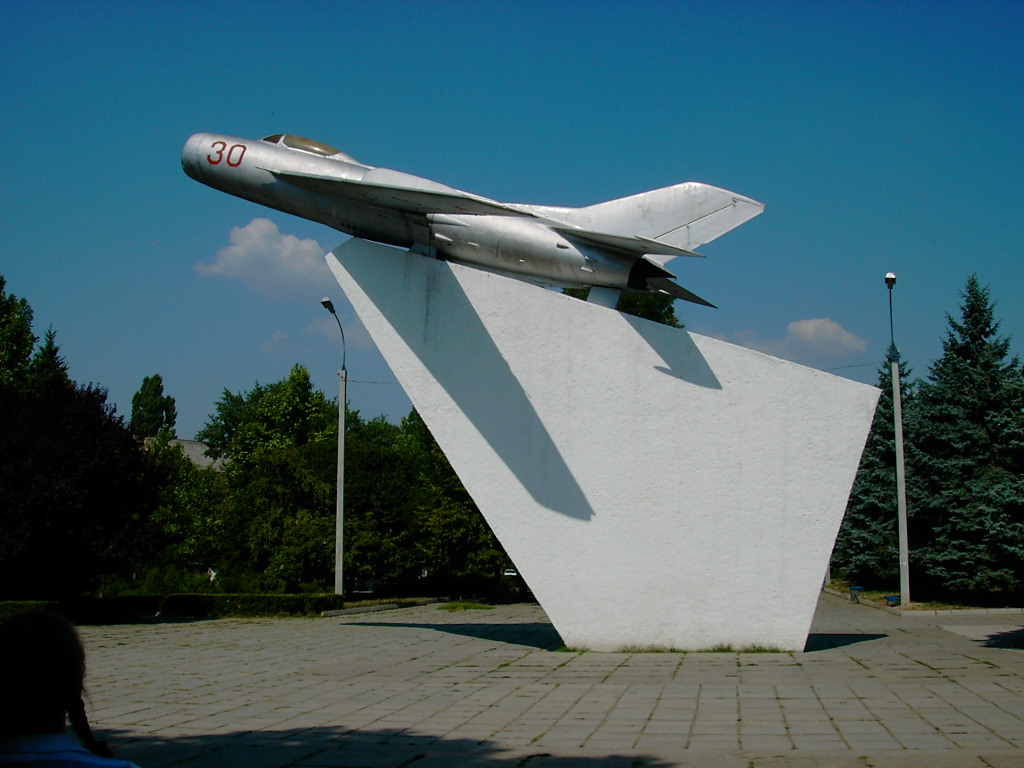
蒂拉斯波尔的米格-19

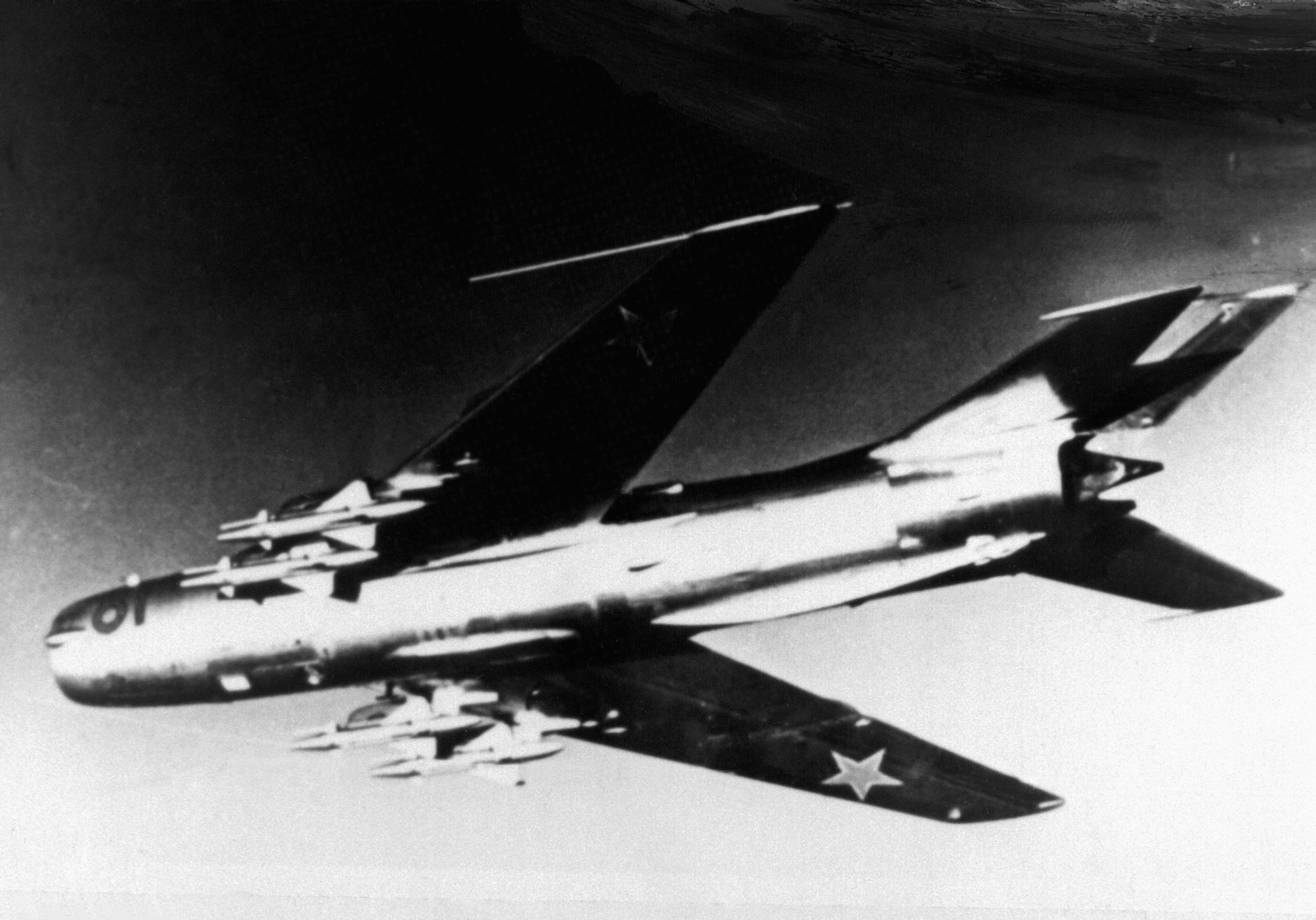
携带4枚K-5空对空导弹的米格-19

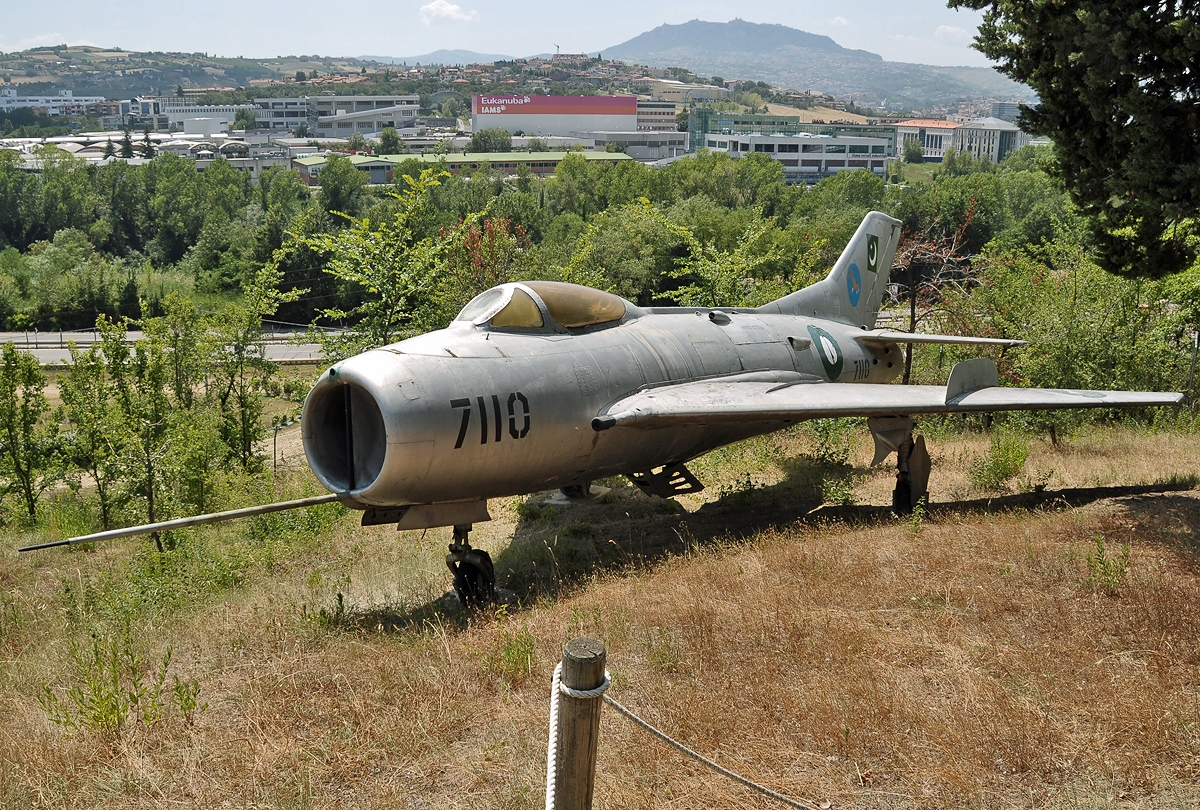
巴基斯坦空軍的殲-6

### 在苏联空军的服役情况
米格-19是苏联国土防空部队在20世纪60－70年代的主要装备，参加了对U-2的屡次拦截行动。

### 在其他国家空军的服役情况
阿富汗1964年从阿富汗皇家空军处继承了36架米格-19
 阿尔巴尼亚1959年从苏联获得了12架米格-19PM，20世纪70年代与中国交换为歼-6。还从中国以军援方式获得了另外70架歼-6。
 24架巴基斯坦赠送的歼-6在孟加拉空军中服役。
 保加利亚米格-19自1958年至1973年在保加利亚空军中服役。
 柬埔寨1975年越南与红色高棉发生边境冲突后，中国于1977年援助了16架歼-6，但只有6架完成组装，这些飞机后来作为战利品被入侵柬埔寨的越南军队带走。
 中华人民共和国仿制自米格-19的歼-6曾一度是中国人民解放军空军的主力装备，并被改装为攻击机（强-5）、教练机（歼教-6）与其它试验机型。所有歼-6于2005年退役，強-5則於2017年之際，全數退出現役。有一些将歼-6改造为无人攻击机或靶机的传言。
 古巴
 捷克斯洛伐克装备米格-19S、米格-19P、米格-19PM并通过许可证生产S-105。
 东德
 埃及米格-19在埃及军队中服役并参加了中东战争。1979年以1.67亿美元价格从中国购入歼-6飞机44架、歼教-6飞机6架、涡喷-6发动机220台、涡喷-8发动机28台，
 匈牙利
 印度尼西亞1961年印度尼西亚空军获得了一些米格-19S，这些战机于1970年退役。
 伊拉克埃及赠送了40架歼-6。
 伊朗据称由朝鲜赠送，1983年4月海运至伊朗。
 莫桑比克
 朝鲜能够自行组装米格-19，歼-6仍在朝鲜空军中服役
 巴基斯坦在第三次印巴战争中，巴基斯坦空军获得了一些歼-6，这些歼-6进行了一些改装使之能发射美军提供的响尾蛇导弹与从法国购买的魔术导弹。2002年5月27日全部退役，但仍在一些机场保存。
 波蘭22架米格-19P和14架米格-19PM，1957年开始服役，1974年全部退役。
 羅馬尼亞17架米格-19P和10架米格-19PM1958年（米格-19PM为1959年）至1972年间在罗马尼亚空军中服役。
 与埃塞俄比亚的战争后，索马里曾用本国渔业资源与中国交换了一些歼-6，后该项目因该国政府被推翻而终止。
 苏丹苏丹空军仍然使用中国出口的歼-6。
 叙利亚
 坦桑尼亚12架歼-6
 越南越南空军的米格-19参加了越南战争。
 尚比亞从中国购入12架歼-6并仍在使用。

## 战史

### 苏联
作为苏联空军与东德空军的主力装备，米格-19参加了大量对西方飞机的拦截行动。1957年秋季，一架米格-19的驾驶员报告称发现了一架侦察机，事后发现这是一架U-2。在U-2后来执行的几次任务中，米格-19多次起飞试图拦截，但由于升限限制均未成功。在拦截中，米格-19采用了一种被称为“仓卒向上射击”的机动，即通过打开加力冲刺至本机升限（甚至略微超过），然后用机炮或火箭弹攻击上方的U-2。这样的危险动作导致许多米格-19进入尾旋状态无法改出而坠毁。1960年击落加里·鲍尔斯所驾驶的U-2的行动中，由于指挥混乱，一架米格-19P被己方的一枚S-75（北约称SA-2）击落，飞行员谢尔盖·萨夫罗诺夫阵亡。1960年7月1日，一架米格-19击落了一架RB-47H（编号S/N53-4281），但北约方面声称该机当时正位于北极圈内的公海上空，机上6名成员中4人死亡，2人被俘，1961年被释放。1964年1月28日，一架误入东德领空的T-39被米格-19击落，机上3人死亡。

### 越南战争
1969年，越南成立了第925歼击机团，装备米格-17与米格-19（大部分为中国提供的歼-6），该团团部设在安沛。到1969年4月，9名米格-19飞行员开始战斗值班。北越装备的米格-19基本上是来自中国的歼-6，数目在最多时不超过54架 
。
相比高机动性的米格-17与速度更快的米格-21，北越空军的飞行员并不喜欢米格-19。越南空军的米格-19与参加线卫-1与线卫-2行动（又称圣诞轰炸）的美军飞机进行了空战。越南军方声称击落了7架F-4 。越南空军的米格-19一直服役至20世纪80年代。
在与F-4的格斗中，虽然无法发射导弹，但米格-19因为配备了机炮而略占优势。越南军方宣称的击落记录如下：
| 时间      | 驾驶员                            | 战果   |
| 1972.5.8  | Nguyen Ngoc Tiep与Nguyen Hong Son | 2架F-4 |
| 1972.5.10 | Pham Hung Son与Nguyen Manh Tung   | 2架F-4 |
| 1987.5.18 | ？                                | 1架F-4 |
| 1987.5.23 | Nguyen Hung Son与Pham Hung Son    | 2架F-4 |

美军只承认1972年5月10日损失的两架F-4，其中Nguyen Manh Tung击落的F-4驾驶员为Robert Lodge少校，武器管制员为Roger Locher少尉。

### 中东
据称1962年埃及空军的米格-19参加了也门内战，承担对地攻击任务。1966年11月29日，2架埃及空军的米格-19与数架以色列幻影III相遇，以色列宣称击落2架米格-19，自身无损伤。到1967年的六日战争时，埃及空军已获得80架米格-19，但半数在开战之初的“焦点行动”中便于地面上被以色列空军摧毁。
苏联并未补充埃及损失的飞机，但伊拉克与叙利亚向埃及空军提供了一批米格-19，使到1968年其总数超过了80架。埃以消耗战争中，1969年5月19日，1架米格-19遭遇2架以色列空军幻影III，击落其中1架。1973年的赎罪日战争中，埃及空军剩下60架米格-19并用作前线支援飞机。
20世纪60年代早期，伊拉克获得了一批米格-19，但随后将其出售。其余的飞机参加了对库尔德人的镇压。1983年两伊战争中双方均有歼-6参战（伊拉克的歼-6来自于埃及的援助）。

#### 以色列空军击落米格-19记录[11]
| 时间       | 机型         | 驾驶员     | 使用武器          | 战果     | 所属                           |
| 1966.11.29 | 幻影IIIC J34 | M.Haber    | R.530 玛特拉      | 米格-19S | 阿拉伯联合共和国空军           |
| 1966.11.29 | 幻影IIIC J34 | M.Haber    | 30mm机炮          | 米格-19S | 阿拉伯联合共和国空军           |
| 1967.6.5   | 幻影IIICJ    | R.Ronen    | 30mm机炮          | 米格-19  | 埃及空军                       |
| 1967.6.5   | 幻影IIICJ    | A.Lavoshin | 30mm机炮          | 米格-19  | 埃及空军                       |
| 1967.6.5   | 幻影IIICJ    | Arnor      | 30mm机炮          | 米格-19  | 埃及空军                       |
| 1967.6.5   | 幻影IIICJ    | R.Ronen    | 30mm机炮          | 米格-19  | 埃及空军                       |
| 1967.6.5   | 幻影IIICJ    | Y.Betzer   | 30mm机炮          | 米格-19  | 埃及空军                       |
| 1967.6.6   | 幻影IIICJ    | O.Sagee    | 30mm机炮          | 米格-19  | 埃及空军                       |
| 1967.6.6   | 幻影IIICJ    | O.Marom    | 30mm机炮          | 米格-19  | 埃及空军                       |
| 1967.6.7   | 幻影IIICJ    | ？         | 机动              | 米格-19  | 埃及空军                       |
| 1967.6.7   | 幻影IIICJ    | A.Amir     | 30mm机炮          | 米格-19  | 埃及空军                       |
| 1967.6.7   | 幻影IIICJ    | Y.Richter  | 30mm机炮          | 米格-19  | 埃及空军                       |
| 1967.6.8   | 幻影IIICJ    | M.Shmul    | 30mm机炮          | 米格-19S | 阿拉伯联合共和国空军           |
| 1967.6.8   | 幻影IIICJ    | O.Marom    | 30mm机炮          | 米格-19S | 阿拉伯联合共和国空军           |
| 1967.6.9   | 幻影IIICJ    | A.Amir     | 30mm机炮          | 米格-19  | 埃及空军                       |
| 1967.6.9   | 幻影IIICJ    | Y.Agmon    | 30mm机炮          | 米格-19  | 埃及空军                       |
| 1967.6     | 幻影IIICJ    | A.Shalmon  | 30mm机炮          | 米格-19  | 埃及空军                       |
| 1967.6     | 幻影IIICJ    | A.Shalmon  | 30mm机炮          | 米格-19  | 埃及空军                       |
| 1967.10.12 | 幻影IIICJ    | ?          | ?                 | 米格-19  | 阿拉伯联合共和国空军           |
| 1967.10.12 | 幻影IIICJ    | ?          | ?                 | 米格-19  | 阿拉伯联合共和国空军           |
| 1967.10.12 | 幻影IIICJ    | ?          | ?                 | 米格-19  | 阿拉伯联合共和国空军           |
| 1967.10.12 | 幻影IIICJ    | ?          | ?                 | 米格-19  | 阿拉伯联合共和国空军           |
| 1969.5.19  | 幻影IIICJ    | ?          | 蜻蜓（Shafrir）-2 | 米格-19  | 埃及空军（埃及方面宣称为击伤） |

### 非洲
坦桑尼亚的米格-19S参加了与乌干达的战争。1978年至1979年间苏丹空军的米格-19S与南部的分离主义分子作战时至少击落了一架对方飞机。索马里的歼-6于20世纪80年代与本国叛军和埃塞俄比亚进行了战斗。